# Esperiopsis informis
Esperiopsis informis är en svampdjursart som beskrevs av Stephens 1915. Esperiopsis informis ingår i släktet Esperiopsis och familjen Esperiopsidae. Inga underarter finns listade i Catalogue of Life.